# P/2012 NJ La Sagra
P/2012 NJ (La Sagra) è una  cometa periodica scoperta dal programma di ricerca La Sagra Sky Survey (LSSS). La sua orbita la pone nella famiglia delle comete halleidi. La cometa ha inoltre una MOID molto piccola con l'orbita del pianeta Marte.